# Doom Eternal: The Ancient Gods – Part Two
Doom Eternal: The Ancient Gods – Part Two – дополнение для компьютерной игры Doom Eternal. Как и основная игра, дополнение было разработано id Software и издано Bethesda Softworks.

## Сюжет
Возродив Темного Владыку, Палач Рока пытается убить его, но терпит неудачу, поскольку в Люминариуме нельзя проливать кровь. Темный Владыка говорит Палачу, что он будет ждать его в последней битве в столице Ада, Имморе, после чего уходит в открывшийся портал.
Чтобы добраться до Имморы, Всеотец сообщает Палачу, что он должен активировать Небесные Врата, единственный портал, способный достичь города. Всеотец отправляет Палача Рока в Аргент Д'нур, чтобы забрать Призрачный Кристалл, который необходим для питания портала. Палач направляется к месту расположения кристалла внутри Копья Мира, массивного космического корабля пришельцев, зародивших жизнь на Аргент Д'нур, который давно приземлился на планете, протаранив её поверхность насквозь от полюса до полюса. По пути герой встречает Предателя, который после поражения Иконы Греха вновь принял свое первоначальное имя Вален. Вален отдает Палачу Рока питающийся от аргент-энергии Молот Стражей, чтобы заменить его потерянное Горнило. Палач зажигает Факел Королей, чтобы сплотить оставшиеся непорочные силы Стражей, а затем входит в Копье Мира и забирает Призрачный Кристалл.
С Кристаллом Палач возвращается на Землю, постепенно оправляющуюся от последствий адского вторжения, где находит Небесные Врата и активирует их. Оказавшись у стен Имморы, герой встречает грозную оборону города, состоящую из многочисленной армии демонов. Однако ему, через порталы, приходит на помощь призванная Факелом Королей армия Стражей во главе с Валеном. Пока главные силы Ада заняты ими, Палач прорывается за стену и попадает на территорию столицы ада, продвигаясь по следу Темного Владыки к его святилищу.
На арене святилища Давот и Палач вступают в поединок. В процессе Темный Владыка ведает Палачу, что именно он был настоящим первым богом и что Джеккад (позже ставший известным как Ад) был первым измерением. Созданные им Творцы, включая Всеотца, предали его и переписали историю, чтобы выставить Всеотца как создателя Вселенной, что, в свою очередь, привело к тому, что разъяренный Давот повлиял на Творца Самура, чтобы он превратил Думгая в Палача Рока, первоначальной целью которого было (непреднамеренно) способствовать уничтожению Творцов и Всеотца, чтобы осуществить месть Давота. Палач убивает Темного Владыку ударом наручного клинка в грудь, впервые заговорив за долгие годы. Со смертью Давота все демоны за пределами ада мгновенно уничтожаются, и Земля окончательно освобождается от демонического вторжения. Оказавшись также одним из творений Давота, Палач Рока падает без сознания, прежде чем Творцы запечатывают его в каменном саркофаге в Святилище Ингмора, пока он снова не понадобится. На этом история Палача Рока заканчивается.

## Разработка и выпуск
The Ancient Gods: Part Two поступило в продажу 18 марта 2021 года. Для дополнений The Ancient Gods: Part One и The Ancient Gods: Part Two были привлечены два других композитора — Эндрю Халшалт, который ранее написал музыкальное сопровождение для таких игр, как Quake Champions, Rise of the Triad 2013 года и Dusk, и Дэвид Леви, один из композиторов веб-сериала «Красные против Синих».
Дополнение является самостоятельным — для покупки не требуется наличие основной игры, при этом оно предоставляет доступ не только к соответствующей сюжетной кампании, но и к многопользовательскому режиму базовой игры.

## Восприятие
| Сводный рейтинг    | Сводный рейтинг |
| Агрегатор          | Оценка          |
| ------------------ | --------------- |
| Metacritic         | (PC) 79/100     |
| OpenCritic         | 76/100          |
| Иноязычные издания |                 |
| Издание            | Оценка          |
| GameSpot           | 8/10            |
| IGN                | 8/10            |

Дополнение получило в целом положительные отзывы от критиков. На агрегаторе оценок Metacritic средний балл ПК-версии составил 79 баллов из 100 возможных. На портале OpenCritic игра получила 76 баллов баллов из 100.